# Marcin Bastkowski
Marcin Bastkowski (także Marcin "Kot" Bastkowski; ur. 13 czerwca 1970 w Iławie) – polski montażysta filmowy. Absolwent Zaocznego Wyższego Zawodowego Studium Realizacji Telewizyjnej łódzkiej PWSFTviT (1996).
Członek Polskiej Akademii Filmowej i Polskiego Stowarzyszenia Montażystów (PSM)
Jako montażysta filmu fabularnego debiutował Ogniem i mieczem Jerzego Hoffmana. Jego wkład przy tamtym filmie został doceniony nagrodą za montaż na Festiwalu Polskich Filmów Fabularnych w Gdyni w 1999 roku. Oprócz filmów fabularnych w swoim dorobku ma doskonale znany polskiej publiczności serial Oficer w reżyserii Macieja Dejczera.
Montował również wiele filmów dokumentalnych, muzycznych i teatrów telewizji.
W 2002 roku za spektakl "Pielgrzymi" został wyróżniony nagrodą za montaż na II Festiwalu Teatrów „Dwa Teatry” w Sopocie.

## Filmografia
- 1994 – Czas Komedy
- 1997 – Jej wysokość kolejka
- 1998 – Kieszonkowcy
- 1999 – Ogniem i mieczem
- 1999 – Akowcy
- 2000 – Ogniem i mieczem
- 2000 – Strefa ciszy
- 2000 – Budka Suflera w Nowym Yorku
- 2000 – Kalipso
- 2000 – Mój film
- 2001 – Pokój na czarno
- 2001 – Wiedźmy
- 2001 – Serce z węgla
- 2002 – Przedszkolandia
- 2003 – Dasza
- 2003 – Algieria – wojna bez nazwy (Al Jazair – The Nameless War)
- 2004 – Każdy Serb jest Radovanem?
- 2004-2005 – Oficer
- 2004 – Walker
- 2004 – Babilon.pl
- 2005 – Solidarność, Solidarność...
- 2006 – Oficerowie
- 2006 – Ja wam pokażę!
- 2007 – Wypalony
- 2008 – Trzeci oficer
- 2008 – Solo
- 2008 – Kochaj i tańcz
- 2010 – Dwa ognie
- 2010 – Milion dolarów
- 2011 – 1920 Bitwa warszawska